# ISO 3166-2:YE
ISO 3166-2:YE is een ISO-standaard met betrekking tot de zogenaamde geocodes. Het is een subset van de ISO 3166-2 tabel, die specifiek betrekking heeft op Jemen.
De gegevens werden tot op 15 november 2016 geüpdatet op het ISO Online Browsing Platform (OBP). Hier worden 1 gemeente -  municipality (en) / municipalité (fr) – en 21 gouvernementen - governorate (en) / gouvernorat (fr) / muḩāfaz̧ah (ar) - gedefinieerd.
Volgens de eerste set, ISO 3166-1, staat YE voor Jemen, het tweede gedeelte is een tweeletterige code.

## Codes
| Code  | Naam                  | Categorie    |
| ----- | --------------------- | ------------ |
| YE-AB | Abyān                 | gouvernement |
| YE-AD | ‘Adan                 | gouvernement |
| YE-DA | Ad Dāli‘              | gouvernement |
| YE-BA | Al Baydā’             | gouvernement |
| YE-HU | Al Ḩudaydah           | gouvernement |
| YE-JA | Al Jawf               | gouvernement |
| YE-MR | Al Mahrah             | gouvernement |
| YE-MW | Al Mahwīt             | gouvernement |
| YE-AM | ‘Amrān                | gouvernement |
| YE-SU | Arkhabīl Suquţrá      | gouvernement |
| YE-DH | Dhamār                | gouvernement |
| YE-HD | Hadramawt             | gouvernement |
| YE-HJ | Hajjah                | gouvernement |
| YE-IB | Ibb                   | gouvernement |
| YE-LA | Lahij                 | gouvernement |
| YE-MA | Ma'rib                | gouvernement |
| YE-RA | Raymah                | gouvernement |
| YE-SD | Şā‘dah                | gouvernement |
| YE-SA | Şan‘ā’ [municipality] | gemeente     |
| YE-SN | Şan‘ā’ [governorate]  | gouvernement |
| YE-SH | Shabwah               | gouvernement |
| YE-TA | Tā‘izz                | gouvernement |